# Fred Paine
Frederick Vincent "Fred" Paine Jr. (nacido el 7 de diciembre de 1925 en Pittsburgh, Pensilvania y fallecido el 26 de octubre de 2004 en Jupiter, Florida) fue un jugador de baloncesto estadounidense que disputó una temporada en la BAA. Con 1,96 metros de estatura, jugaba en la posición de alero.

## Trayectoria deportiva

### Universidad
Jugó durante su etapa universitaria en los Titans del Westminster College de Pensilvania, siendo hasta la fecha el único jugador de dicha institución en jugar en la BAA o la NBA.

### Profesional
En 1948 fichó por los Providence Steamrollers de la BAA, con los que únicamente llegó a disputar tres partidos en los que promedió 2,3 puntos. Tras retirarse, jugó como aficionado al golf, proclamándose campeón amateur estatal de Pensilvania en 1994, siendo subcampeón en otras dos ocasiones.

#### Estadísticas en la BAA

##### Temporada regular
| Temporada | Edad | Equipo                  | Liga | Pos. | P | TIT | MIN | TC  | TCA | %TC  | 3P | 3PA | %3P | TL  | TLA | %TL  | R.OF. | R.DEF. | REB | ASIS | ROB | TAP | PER | FP  | PTS |
| 1948-49   | 23   | Providence Steamrollers | BAA  |      | 3 |     |     | 1.0 | 6.3 | .158 |    |     |     | 0.3 | 1.7 | .200 |       |        |     | 0.3  |     |     |     | 1.0 | 2.3 |
| Total     |      |                         | BAA  |      | 3 |     |     | 1.0 | 6.3 | .158 |    |     |     | 0.3 | 1.7 | .200 |       |        |     | 0.3  |     |     |     | 1.0 | 2.3 |